# Історія гірничої справи в Європі

Історія гірництва за Г. Агріколою.

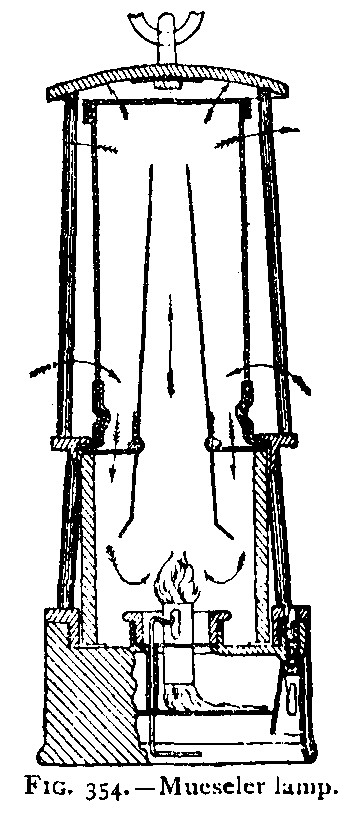
Шахтарська лампа.

Вугільні промисли.

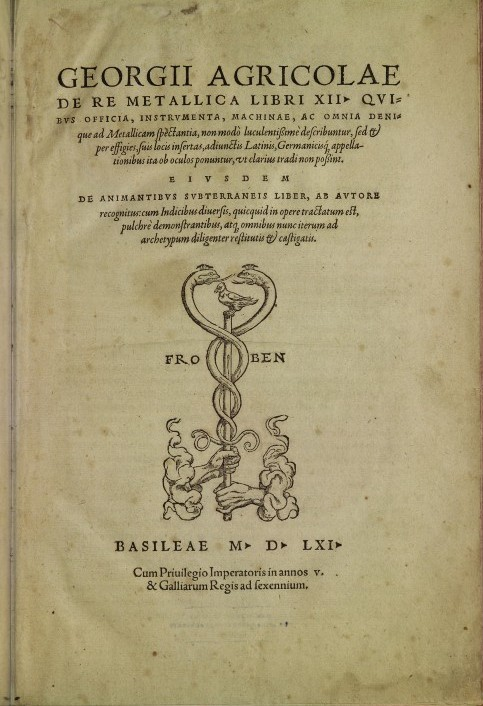
«De Re Metallica»

Історія гірничої справи в Європі — історія розвідки, видобування і первинної переробки корисних копалин в Європі.
Ретроспективний аналіз гірничої справи дозволяє відзначити такі основні віхи її розвитку. 7 тис. р. до н. е. і раніше — добування нерудної сировини, 7—5 тис. до н. е. — початок видобутку кольорових металів — міді, золота, олова, стибію, ІХ—ХУІІІ ст. до н. е. — початок видобутку руд заліза, антична доба і сер. віки — початок розробки покладів вугілля та нафти, в XX ст. — радіоактивних мінералів. Якщо брати технології видобутку, то найдавніші — відкритим та шахтним способом, з І тис. до н. е. з'являється свердловинна гірнича технологія, а з 50-х рр. XX ст. — розробка родовищ на морському і океанічному дні.

## Антична доба
В античному світі (стародавні Греція та Рим) головним фактором розвитку виробничих сил було широке застосування нового металу — заліза. Масштаби гірничих робіт досягли великих розмірів і охоплюють, крім родов. заліза, родов. руд міді (Кіпр), золота (о-ви Сіфнос і Тасос, Фракія), срібла (Лавріонські копальні, Сіфнос, Македонія, Лідія та ін.). З розвитком феодальних відносин відбувалися значні зрушення в розвитку гірничої справи Європи, Закавказзя, Середньої Азії. Високого рівня гірнича справа досягла в середні віки в Центральній Європі (Чехія, Саксонія, Франція). Тут формуються гірничі райони, міста рудокопів (Фрайберг, Гарц, Мансфельд, Тироль, Богемія, Шварцвальд та інше …).
Картина поступового освоєння людством мінеральних ресурсів планети (в тому числі і на теренах Європи) спочатку відкривається з міфів і народних епосів («Пісня про нібелунгів», «Золоте руно»), продовжується у історичних та релігійних працях й спеціальних природознавчих (гірничо-металургійних) трактатах. Так, у «Пісні про Гільгамеша» (кінець ІІІ — початок ІІ тис. до Р. Х.) зустрічаються згадки про золото, срібло, палаци і будинки з каміння і цегли, в тому числі випаленої. У давньоіндійському епосі («Магабхарата», «Маркандет-Пурана» та інш.) є багато посилань на золото, олово, залізо, перли та інші мінеральні копалини. У Біблії згадуються близько двох десятків мінералів. Тіт Лукрецій Кар, римський поет І ст. до Р. Х., у своїй філософсько-пізнавальній поемі «Про природу речей» підкреслює важливість відкриття і розробки родовищ металів у загальній історії людства. Пліній (Гай Пліній Секунд, 23 або 24 — 79 р. по Р. Х.) подає ґрунтовну картину розвитку гірництва античності у 33-й і 34-й книгах своєї «Природничої історії» — енциклопедії знань античності. Страбон (64/63 р. до Р. Х. — 23/24 р. по Р. Х.) у своїй «Географії» (17 книг) описав досвід гірничої справи в країнах світу часів античності. «Батько історії» Геродот багаторазово звертається в своїх описах країн до гірничої справи, яку розвивали ті чи інші народи.

## Середні віки
Одним із пам'ятників європейської і світової історії середніх віків є твір Георгія Аґріколи (1494 −1555, справжнє ім'я — Георг Бауер) «Про гірничу справу і металургію» в дванадцяти книгах. Це — перша енциклопедія гірничої справи і металургії, яка підвела підсумок всьому досвіду людства по видобуванню руди та плавці металів аж до XVI ст. Роки життя та діяльності Аґріколи належать до епохи Відродження, коли в ряді країн Європи почали складатися капіталістичні відносини. Праця Аґріколи протягом двох віків була основним посібником для всіх рудокопів.
Що стосується механізації гірничих робіт, то перші машини та механізми з'являються тільки в античний час, у XVI—XVII ст. вони суттєво вдосконалюються, а в XVIII—XIX ст. обладнуються автономним приводом. З другої половини XX ст. починається період комплексної механізації, а в останні десятиліття — автоматизації гірничих робіт. В кінці XX ст. щорічно з надр Землі видобувалося бл. 120 млрд т. гірничої маси і бл. 25 млрд т корисних копалин.
Докладних даних про перші кроки людини у використанні вугілля нема. Однак люди стародавніх часів, безумовно, зустрічались з ним, про що свідчать історичні документи. Старогрецькі філософи Арістотель та Теофраст у своїх працях, які були написані за чотири століття до нашої ери, згадують про горюче каміння, яке «самоопорожнюється» при горінні. Є деякі свідчення, одержані на основі археологічних пошуків, про знайомство з викопним вугіллям племен, що мешкали на території півдня України в Х—ХІ століттях. Жителі прибережних районів Британських островів протягом багатьох віків збирали так зване «морське вугілля», викинуте хвилями моря на берег. Шматки «морського вугілля» рибалки використовували для опалювання своїх жител. Але то були поодинокі приклади, які не дають можливості говорити про великий інтерес людини до вугілля.
У зв'язку з поширенням потреб на залізо уже в середньовіччі виникли труднощі з добуванням у необхідних обсягах деревного вугілля, яке використовувалося для виплавки металів. По мірі знищення лісів викопне вугілля починає відігравати все більше значення в промисловості. Особливо сприятливі умови для вуглевидобутку створилися в Англії. Саме тут наприкінці XVII ст. почали будувати вугільні шахти (копальні). Починаючи з цього часу вугілля починають активно видобувати і застосовувати для потреб промисловості, а згодом — транспорту.